# Dufourea nodicornis
Dufourea nodicornis är en biart som först beskrevs av Warncke 1979.  Dufourea nodicornis ingår i släktet solbin, och familjen vägbin. Inga underarter finns listade i Catalogue of Life.